# Krystyna Dańko

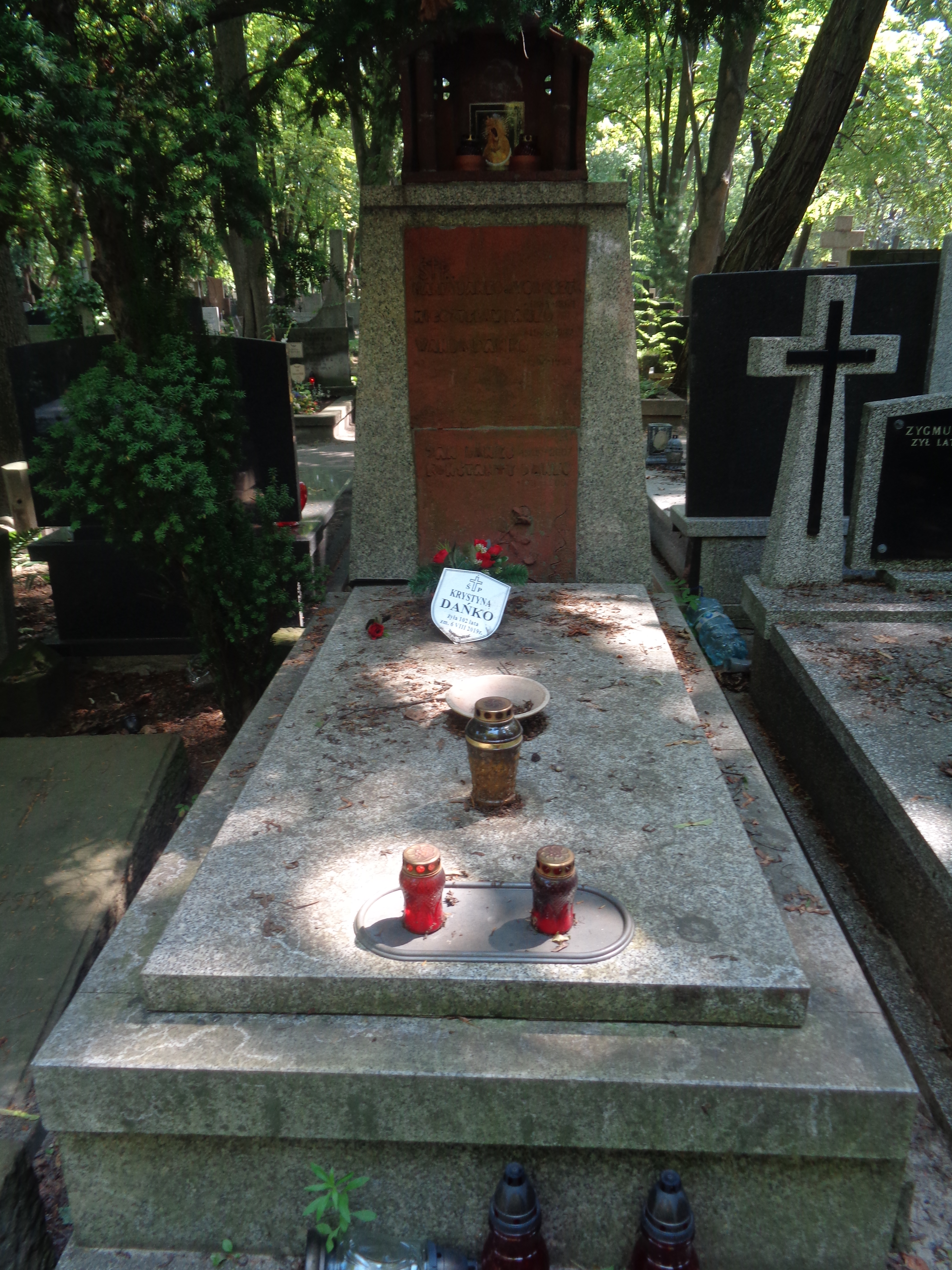
Nagrobek Krystyny Dańko na cmentarzu powązkowskim

Krystyna Dańko z domu Chłond (ur. 9 lipca 1917 w Otwocku, zm. 6 sierpnia 2019 w Warszawie) – Polka uhonorowana 13 grudnia 1998 roku przez Instytut Jad Waszem medalem Sprawiedliwy wśród Narodów Świata za pomoc udzieloną ludności żydowskiej podczas II wojny światowej. Była najstarszą Polką, która otrzymała to odznaczenie. Należała do Polskiego Towarzystwa Sprawiedliwych wśród Narodów Świata. Dama Krzyża Komandorskiego Orderu Odrodzenia Polski.

## Społeczność żydowska w Otwocku
Przed wybuchem II wojny światowej Krystyna Dańko mieszkała w katolickiej rodzinie w Otwocku, gdzie uczęszczała do gimnazjum. W mieście żyło wiele osób pochodzenia żydowskiego. Ludność żydowska osiedlała się w tych regionach od połowy XIX wieku. Pod koniec lat 80. XIX wieku do Otwocka sprowadził się warecki rabin Kalisz Simcha Bunem, który założył szkołę studiowania świętej księgi, co spowodowało kolejny przypływ ludności żydowskiej.
Tuż przed wybuchem II wojny światowej ludność żydowska posiadała ponad połowę nieruchomości w letniskowej części Otwocka. W 1938 roku w mieście znajdowało się 20 domów modlitwy, a społeczność żydowska redagowała własny dodatek do tygodnika „Życie Otwockie”. Ponad połowę mieszkańców (55%) stanowili Żydzi.
Po wybuchu II wojny światowej wielu Polaków pomagało swoim przyjaciołom i sąsiadom pochodzenia żydowskiego, którzy trafili do getta w Otwocku lub mogli stracić życie podczas Zagłady. Na liście osób uhonorowanych przez Instytut Jad Waszem medalem Sprawiedliwi wśród Narodów Świata figuruje blisko trzydziestu mieszkańców Otwocka (stan na 2009).

## Życie przed wojną
Ojciec Krystyny – Karol Chłond był sekretarzem otwockiego magistratu. Przyjaźnił się z wieloma przedstawicielami miejscowej społeczności żydowskiej, zaproszono go na wesele córki lokalnego rabina. W 1930 roku zmarła jego żona i matka Krystyny.
Krystyna miała trójkę rodzeństwa. Jako dzieci często bawili się i spotykali z dziećmi żydowskimi. Krystyna najbliżej przyjaźniła się dziewczynką pochodzenia żydowskiego – Heleną (zwaną Lusią) Kokoszko, przez pięć lat siedziały razem w ławce w gimnazjum i często odwiedzały się w domach.

## Pomoc ludności żydowskiej
Krystyna Dańko brała bezpośredni udział w wielu wydarzeniach, mających na celu niesienie pomocy zagrożonej zagładą ludności żydowskiej Otwocka. W szczególny sposób pomogła rodzinie Kokoszków, która w listopadzie 1940 roku trafiła do otwockiego getta.
Krystyna Dańko pytana o motywację, udzieliła odpowiedzi:
„Dlaczego to robiłam? Tak po prostu, z przyjaźni. Nie zastanawiałam się nawet dlaczego – tylko robiłam. To było dla mnie naturalne. Myślałam tak – oni są moimi przyjaciółmi. Oni są w kłopocie, więc trzeba im pomóc”. 
Na podstawie relacji świadków i dokumentów zgromadzonych przez Instytut Jad Waszem ustalono, że Krystyna Dańko:
1. Pomogła Jasi (Janinie) Kotowicz, czteroletniej siostrzenicy Selima Zyberta, przeżyć Holokaust. Jasia przez kilka miesięcy mieszkała w domu rodzinnym Chłondów w Otwocku. Opiekę nad nią sprawowała Krystyna i jej starsza siostra Elżbieta[2].
2. Odwiedzała rodzinę Kokoszków w getcie otwockim i dostarczała im żywność. Następnie pomogła ukryć swoją przyjaciółkę Helenę Kokoszko i jej rodziców (Michała i Eugenię) przed niemieckim okupantem w okolicznej wiosce – Celestynowie[1][8]. Schronienie znaleźli na terenie tartaku[6].
3. Marię, młodszą siostrę Heleny Kokoszko, przewiozła pociągiem do Warszawy i ulokowała bezpiecznie w sierocińcu[1]. Dziewczynka została w nim zarejestrowana jako dziecko katolickie[8]. Miała wówczas jedenaście lat. Instytut Jad Waszem uznał Krystynę Dańko za Sprawiedliwą wśród Narodów Świata właśnie na wniosek Marii Bartoń (z domu Kokoszko).
4. Pośredniczyła w kontakcie rodziny Kokoszko z ukrywającą się w Warszawie młodszą córką[1][8]. Wielokrotnie podróżowała w tym celu z Otwocka do Warszawy i z Otwocka do Celestynowa, przekazując wiadomości i informacje od krewnych.
5. Zaopatrywała ukrywającą się rodzinę Kokoszków w jedzenie, ubrania i leki[1][8].
6. Nigdy nie oczekiwała niczego w zamian za udzielona pomoc, wyjaśniając, że jest to jej moralnym obowiązkiem[1].
7. Bezpośrednio przyczyniła się do uratowania Selima Zyberta, którego znała z gimnazjum w Otwocku. Selim był Żydem i członkiem organizacji podziemnej, próbującej walczyć z niemieckim okupantem. Krystyna nie wydała go, choć została zatrzymana w tej sprawie przez Niemców[6].

Cała rodzina Kokoszków przetrwała Holokaust dzięki pomocy Krystyny. Michał Kokoszko, w późniejszych latach wojny zmienił nazwisko na Kosowski i pracował jako pediatra w Józefowie. Resztę życia rodzina spędziła w Warszawie.

## Życie po wojnie
W 1951 roku Krystyna wyszła za mąż za Mieczysława Dańko, który również otrzymał medal Sprawiedliwych (pośmiertnie, 16 grudnia 2008 roku). Od lat 50. mieszkali w Warszawie, gdzie Krystyna pracowała w delegaturze Bielskiej Fabryki Maszyn Włókienniczych „Befama”. Miała dzieci: Annę, Wojciecha, Mieczysława.
W 2013 roku została odznaczona przez prezydenta Bolesława Komorowskiego Krzyżem Komandorskim Orderu Odrodzenia Polski za bohaterską postawę i niezwykłą odwagę wykazaną w ratowaniu życia Żydom podczas II wojny światowej oraz za wybitne zasługi w obronie godności człowieczeństwa i praw człowieka.
W lipcu 2017 roku, w dniu setnych urodzin otrzymała list gratulacyjny i kwiaty od Rady i Zarządu Dzielnicy Śródmieście m.st. Warszawy, wręczone przez Krzysztofa Czubaszka – Burmistrza Dzielnicy Śródmieście m.st. Warszawy.
26 lutego 2018 roku podpisała apel do rządów oraz parlamentów Izraela i Polski o powrót na drogę dialogu i pojednania, który przedstawiciele Polskiego Towarzystwa Sprawiedliwych wśród Narodów Świata przekazali Premierowi RP Mateuszowi Morawieckiemu.
W 2019 roku Krystyna Dańko poważnie chorowała. Miała znaczny ubytek wzroku i słuchu. Specjalistyczne łóżko medyczne, którego potrzebowała, zostało zakupione i sprezentowane Krystynie Dańko przez mężczyznę ocalałego z Holokaustu. Spoczęła w rodzinnym grobowcu na Starych Powązkach (kwatera 297-2-22).